# Emmerich-Josef-Straße (Frankfurt am Main)
Die Emmerich-Josef-Straße ist eine Wohn-, Geschäfts- und Durchgangsstraße in Frankfurt-Höchst. Zusammen mit der Hostatostraße im Norden und der Bolongarostraße im Süden ist die Emmerich-Josef-Straße eine der drei ost-westlichen Hauptachsen des Stadtteils. Sie verläuft zwischen der Leunastraße in Westen und der Ludwig-Scriba-Straße im Osten.
Benannt ist die Emmerich-Josef-Straße nach Emmerich Joseph von Breidbach zu Bürresheim (1707–1774), der als Kurfürst und Erzbischof von Mainz mit der Gründung der Höchster Neustadt einen wichtigen Beitrag zur Stadtentwicklung Höchsts leistete.

## Geschichte
Im Rahmen der Industrialisierung und der damit verbundenen Stadterweiterung Höchsts in der zweiten Hälfte des 19. Jahrhunderts entstand auch die Emmerich-Josef-Straße. Auf dem Stadtplan von 1864 ist die Straße noch nicht enthalten, lediglich der Abschnitt östlich und westlich der heutigen Königsteiner Straße, damals die Große Taunusstraße, ist als Kleine Taunusstraße eingezeichnet.
Dreiundvierzig Jahre später ist im Stadtplan von 1898 dann die Emmerich-Josef-Straße in ihrem heutigen Verlauf bis zur Königsteiner Straße eingezeichnet. Der Bereich östlich der Königsteiner Straße um den Andreasplatz herum wird noch als Kleine Taunus-Straße geführt; er wurde 1928 im Rahmen der Eingemeindung Höchsts nach Frankfurt der Emmerich-Josef-Straße zugeschlagen.
Mit dem Bau der Uferstraße zwischen Höchst und Nied im Jahr 1951 und dem 1952 erfolgten Anschluss Höchsts an das Frankfurter Straßenbahnnetz wurde die Emmerich-Josef-Straße im Bereich der Zuckschwerdtstraße an die neue Ludwig-Scriba-Straße angebunden. Die bisherige Verkehrsführung von Nied nach Höchst über die Bolongarostraße wurde aufgegeben und die Bolongarostraße zur zweispurigen Einbahnstraße Richtung Nied umgewandelt. Der Verkehr von Nied nach Höchst floss nun ausschließlich über die Ludwig-Scriba-Straße und den Abschnitt der Emmerich-Josef-Straße bis zum Andreasplatz.

## Verkehr

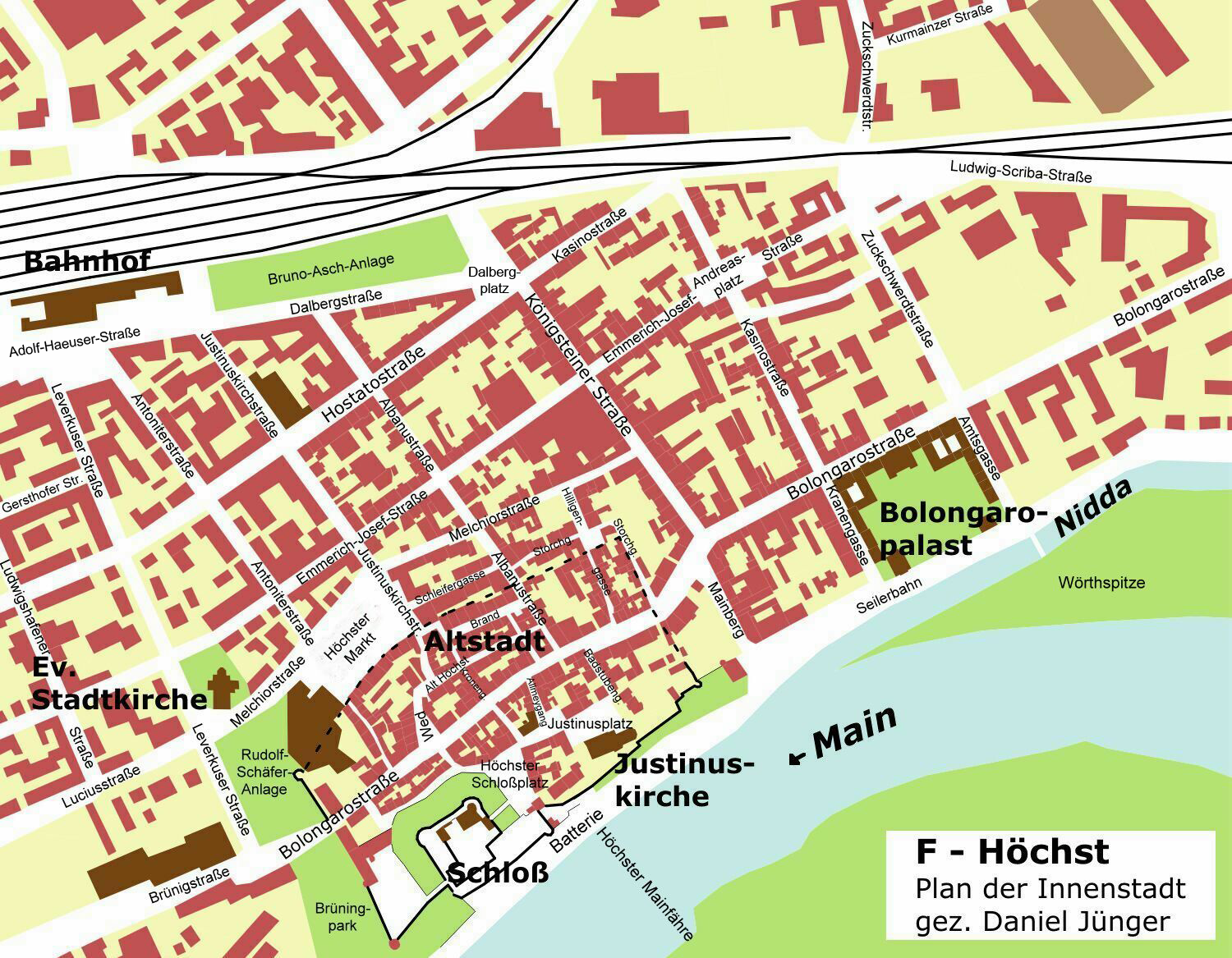
Emmerich-Josef-Straße:
Verlauf in Höchst

Die Emmerich-Josef-Straße ist als Grundnetzstraße ausgewiesen, sie wird als einspurige Einbahnstraße in West-Ost-Richtung bis zum Andreasplatz geführt. Die Hauptverkehrslast wird vom Individualverkehr, Lieferverkehr und dem ÖPNV erzeugt. In Richtung Nied verkehren die traffiQ-Buslinien 51, 53, 58 (bis Justinuskirchstraße) und 59 die am Andreasplatz Richtung Bolongaropalast abbiegen.
Der 110 Meter lange Abschnitt zwischen Ludwig-Scriba-Straße und Andreasplatz ist als zweispurige Einbahnstraße in Ost-West-Richtung. Insbesondere in diesem Abschnitt ist das Fahrzeugaufkommen sehr hoch, da fast der gesamte Verkehr von Nied nach Höchst und Unterliederbach durch die Straße geführt wird. Hier verkehren auch die traffiQ-Buslinien 51, 53, 54, 55, 57 und 59 von der Haltestellen Zuckschwerdtstraße in Richtung Höchst-Bahnhof und Unterliederbach.
Aktuelle Planungen der Stadt Frankfurt sehen vor, die derzeitige Verkehrsführung aufzugeben, die Emmerich-Josef-Straße und besonders den Andreasplatz zu entlasten und als urbanes Wohnquartier wieder aufzuwerten. Dazu soll die Ludwig-Scriba-Straße entlang der Trasse der Taunusbahn bis zur Kasinostraße verlängert werden und die Emmerich-Josef-Straße für den Durchgangsverkehr gesperrt werden. Damit wäre der verkehrstechnische Zustand vor 1951 wiederhergestellt.

## Bebauung

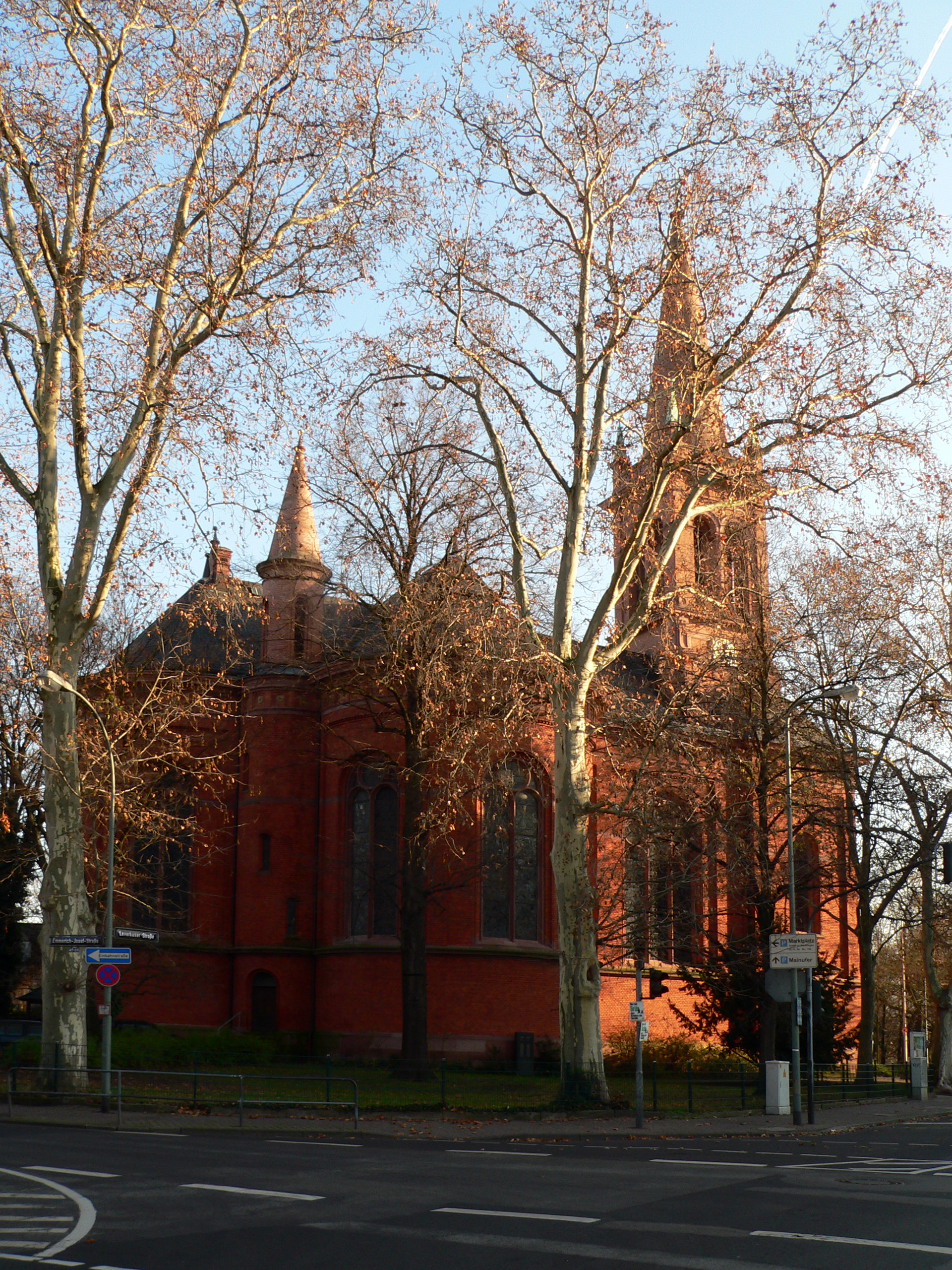
Evangelische Stadtkirche

Die meisten Bauten in der Emmerich-Josef-Straße stammen aus der Zeit zwischen 1870 und 1900. Nur wenige alte Bauten wurden durch Bauten der Zeit nach 1960 ersetzt, dies betrifft vor allem den Bereich zwischen Albanusstraße und Königsteiner Straße.
Im Höchster Westend zwischen Antoniter- und Leunastraße sind dies vorwiegend Wohnbauten der Gründerzeit. In diesem Anschnitt der Emmerich-Josef-Straße gibt es keine Gewerbebetriebe. Der Erhaltungszustand der Häuser variiert zwischen „renovierungsbedürftig“ und „gut erhalten“. An der Kreuzung mit der Leverkuser Straße ist der im Stil der Neorenaissance errichtete rote Backsteinbau der Evangelischen Stadtkirche augenfällig. Er wurde zwischen 1877 und 1882 mit finanzieller Unterstützung des Industriellen Adolf von Brüning erbaut.
Die mit einer Brücke verbundenen Bauten des ehemaligen Hertie-Warenhauses, früher das Warenhaus Schiff, an der Ecke zur Königsteiner Straße und des auf der anderen Straßenseite liegenden Hertie-Parkhauses dominierten die Emmerich-Josef-Straße in ihrem mittleren Abschnitt. 1929 eröffnete die Höchster Familie Schiff das im Stil der frühen Moderne errichtete Kaufhaus anstelle eines Vorgängerbaus. Die jüdische Familie emigrierte nach 1933 in die USA, im Zuge der „Arisierung“ ging das Kaufhaus an den Hertie-Konzern über, der es bis 2001 betrieb. Das Haus wurde bis zum Ende 2008 komplett abgerissen und dort ein neues, kleines Einkaufszentrum im Sommer 2010 eröffnet.
Zwischen der Königsteiner Straße und der Ludwig-Scriba-Straße wird die Bebauung wieder von Gründerzeitbauten in meist schlechtem Bauzustand bestimmt.

## Wirtschaft
Die westliche Hälfte der Emmerich-Josef-Straße ab der Antoniterstraße ist fast ausschließlich eine Wohnstraße mit nur noch wenigen Praxen, einem Handwerksbetrieb und keinerlei Einzelhandelsgeschäften.
Im östlichen Bereich zwischen Antoniterstraße und Ludwig-Scriba-Straße hingegen ist die Struktur der Straße von Einzelhandelsgeschäften, Handwerksbetrieben, Dienstleistern und einer Reihe von Praxen geprägt.

## Kultur

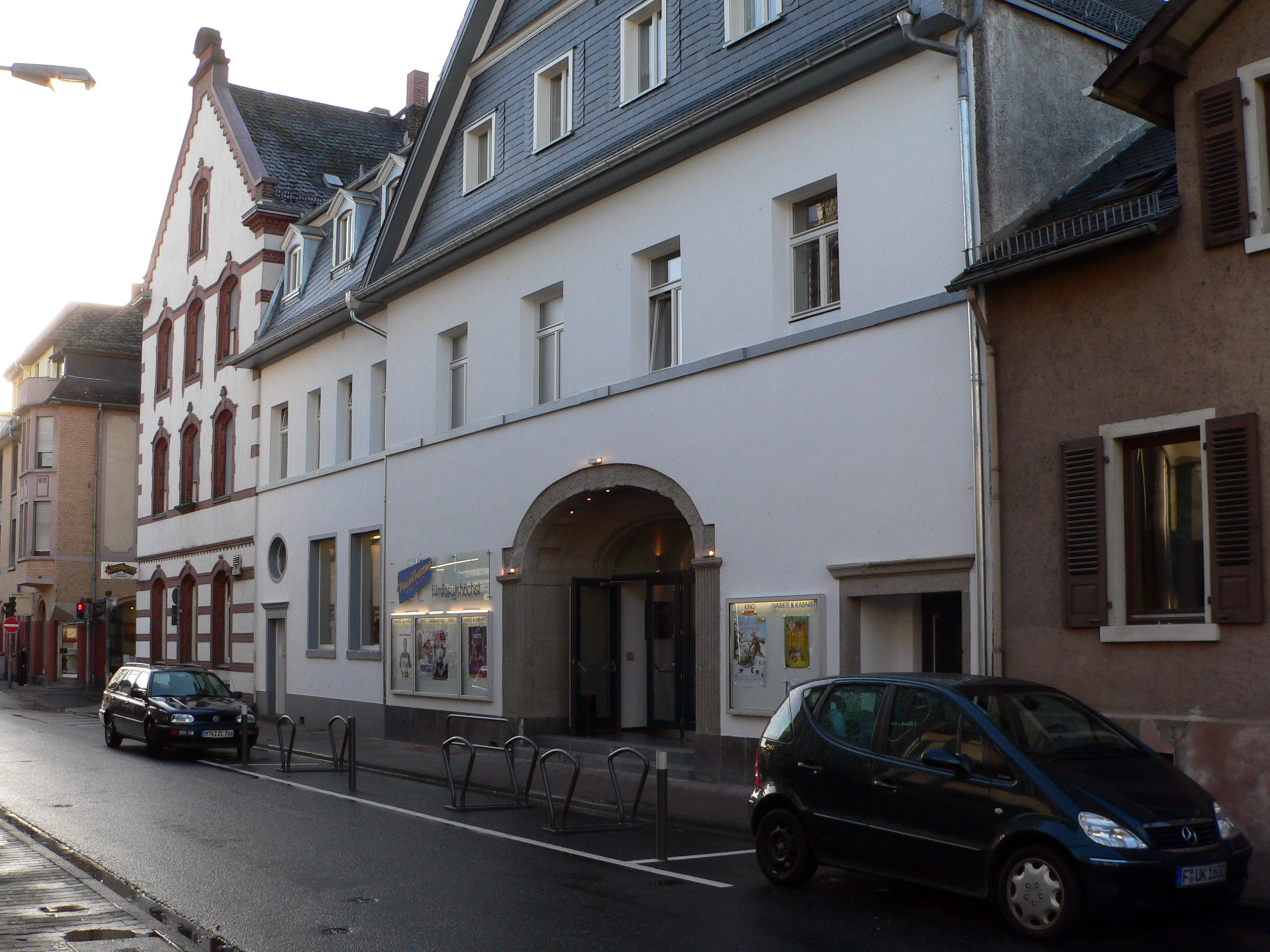
Neues Theater Höchst

In einem ehemaligen Kinosaal an der Kreuzung mit der Antoniterstraße haben die 1987 gegründete Kleinkunstbühne Neues Theater Höchst und das angeschlossene Programmkino Filmforum Höchst ihr Domizil. Im Programm des Theaters treten Künstler und Gruppen, vornehmlich aus den Bereichen Kabarett, Comedy und Musical, für jeweils einen bis mehrere Tage auf.